# Wasserberg (Schwäbische Alb)
Der Wasserberg ist ein 750,6 m ü. NHN hoher Berg am Rande der Schwäbischen Alb.
Der Wasserberg liegt im Landkreis Göppingen. Sein Gipfel liegt auf der Gemarkung der Gemeinde Schlat und ist bewaldet. Im Westen grenzt der Wasserberg über den Sattel des Passes Gairenbuckel an das Fuchseck, dessen Gipfel ebenfalls auf der Schlater Gemarkung liegt.

## Wasserberghaus
Am östlichen Ende des Bergplateaus des Wasserberges, direkt am Albtrauf mit schöner Aussicht ins Filstal und zu den Dreikaiserbergen, steht das 1926 errichtete Wasserberghaus, eine bewirtschaftete Hütte des Schwäbischen Albvereins, die auch Übernachtungsmöglichkeiten bietet. Das Wasserberghaus ist eine Station des Schwäbische-Alb-Nordrand-Weges und auf direktem Wege nur zu Fuß oder mit dem Fahrrad erreichbar.